# Asteroide

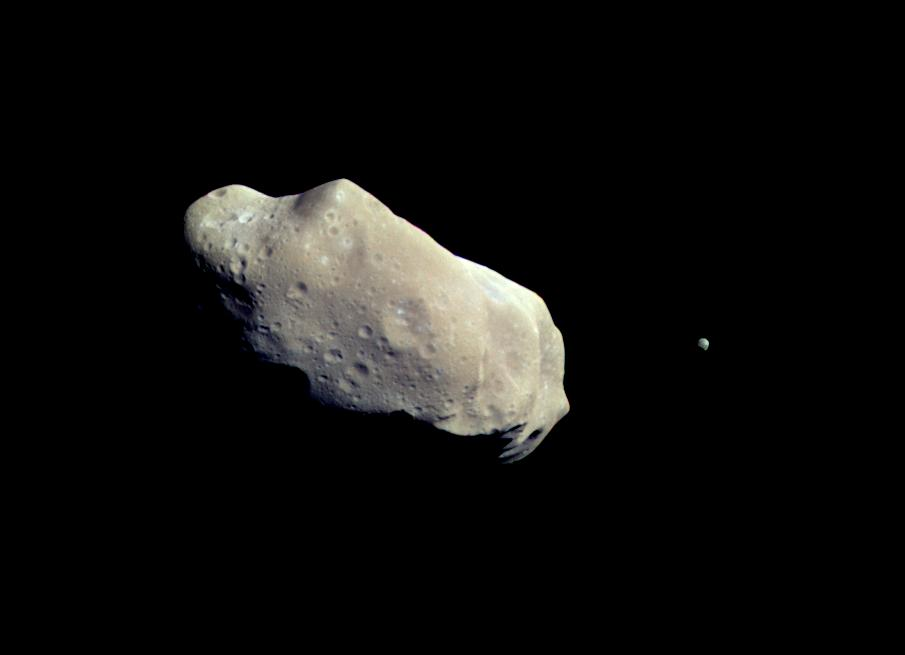
Imatge presa per la nau Galileu el 28 d'agost de 1993, on es veu l'asteroide (243) Ida i el seu satèl·lit Dàctil.

Un asteroide és un objecte sòlid, compost majoritàriament per roca i metalls, més petit que un planeta i que orbita al voltant del Sol. Un asteroide és un tipus de planeta menor, encara que sovint ambdós termes s'utilitzen com a sinònims.
L'1 de gener del 1801, l'astrònom sicilià Giuseppe Piazzi descobrí per casualitat el primer asteroide (Ceres), mentre elaborava un catàleg d'estels. Al descobriment de Piazzi en seguiren d'altres, però cap de tan gran com Ceres. L'any 1807 ja se'n coneixien quatre. Actualment hi ha més de 200.000 asteroides catalogats i s'ha observat que almenys un d'ells (el (24) Temis) té aigua, cosa que dona suport a la hipòtesi que l'aigua i altres compostos terrestres van poder arribar des de l'espai, possiblement d'asteroides. El terme asteroide, que significa 'semblant a una estrella', va ser creat per l'astrònom William Herschel el 1802, poc després del descobriment del segon asteroide (Pal·les).
La major part dels asteroides coneguts giren, en òrbites el·líptiques, en una regió del sistema solar coneguda amb el nom de cinturó d'asteroides o cinturó principal. Aquesta regió està situada entre les òrbites de Mart i Júpiter, a entre 2,06 i 3,27 unitats astronòmiques del Sol. Els asteroides del cinturó principal tenen períodes orbitals d'entre 3 i 6 anys. Molts asteroides tenen òrbites molt excèntriques i 
alguns passen prop de la Terra de tant en tant. Alguns asteroides tenen satèl·lits.
Es creu que la majoria d'asteroides són les restes del disc protoplanetari que no es van incorporar a cap planeta durant la formació del sistema solar.

## Definició
La definició exacta no està determinada. Això crea certa confusió a l'hora de saber si cert objecte ha de ser denominat com a asteroide, planeta menor o qualsevol altre nom. Actualment la Unió Astronòmica Internacional a través del Minor Planet Center utilitza el terme planeta menor (i no pas asteroide) per referir-se als objectes més petits que un planeta, més grans que un meteoroide i que no són ni satèl·lits ni cometes. Tot i això, el terme asteroide continua sent molt utilitzat per la comunitat mundial d'astrònoms.
El terme planeta menor no diu res sobre la composició de l'objecte o la seva localització general en el sistema solar. Per raons històriques, el terme asteroide porta implícita una composició rocosa de l'objecte i una òrbita interior a la de Júpiter. És per això que, a partir del 1992, amb el descobriment del primer objecte transneptunià (1992 QB1), i tenint en compte que a partir de llavors s'han descobert centenars d'aquests objectes, la validesa dels termes asteroide i planeta menor com a sinònims ha estat posada en dubte. Normalment, se sol utilitzar, el terme asteroide per referir-se a un tipus de planeta menor compost majoritàriament per roca (i no gel) amb òrbites que no van més enllà de la de Júpiter. El terme objecte transeptunià designa un altre tipus de planeta menor compost de gel i amb òrbites més enllà de la de Neptú. A més, també hi ha el grup dels centaures que són un entremig de planeta menor i cometa i que orbiten entre Júpiter i Neptú i el dels damocloides que són objectes amb òrbites cometàries però sense cua.

## Asteroides propers a la Terra
Existeix un especial interès per identificar aquests asteroides a causa del perill que representen per a la Terra. Els tres grups més importants d'asteroides pròxims a la Terra són els asteroides Amor, els asteroides Apol·lo i els asteroides Aton.

## Asteroides troians

Imatge dels asteroides troians davant i darrere Júpiter al llarg del seu camí orbital. També es mostra el cinturó principal d'asteroides entre les òrbites de Mart i Júpiter.

Es denomina asteroides troians a un grup d'asteroides que es mouen al llarg de l'òrbita de Júpiter. Estan situats en els dos punts de Lagrange del planeta, a 60 graus per davant (L₄) i per darrere (L₅) de Júpiter.
El mateix nom s'aplica als asteroides, descoberts posteriorment, que ocupen la mateixa posició respecte a altres planetes. Així, Mart té almenys un asteroide troià, (5261) Eureka, que ocupa el punt L₅ del sistema Sol-Mart, i Neptú en té dos de coneguts. Un d'ells és 2001 QR322, descobert el 2001, i l'altre és 2004 UP10 que orbita per davant de Neptú en el seu punt de Lagrange L₄.

## Mètode de denominació dels asteroides
L'organisme internacional que responsable de batejar i catalogar els asteroides és el Minor Planet Center (MPC) que forma part de la Unió Astronòmica Internacional.
Quan un asteroide és descobert, rep un nom provisional format per l'any del descobriment i una sèrie de dues lletres (i si cal també una o més xifres). Concretament, després de l'any s'afegeixen dues lletres que indiquen: la primera, la quinzena del descobriment i la segona, la seqüència dins de la quinzena. Es comença per AA, es continua fins a AZ i després es passa a AA1, AB1, AC1 i es continua fins on calgui. D'aquesta manera, 1989 AC, (Tutatis), indica que va ser el tercer (C) asteroide descobert durant la primera quinzena de gener (A) de 1989.
Una vegada que l'òrbita s'ha establert amb la suficient precisió per a poder predir la seua futura trajectòria, se'ls assigna un número (no necessàriament per l'ordre en què van ser descoberts) i, més tard i de forma opcional, un nom permanent triat pel descobridor i aprovat per un comitè de la Unió Astronòmica Internacional.
Anteriorment, tots els noms amb els quals es batejaven als asteroides eren de personatges femenins de la mitologia grega i romana però prompte es va acabar optant per formes més modernes. El primer asteroide que va rebre un nom no mitològic va ser el número 125 de la sèrie, Liberatrix ('alliberadora' en llatí) en honor de Joana d'Arc, encara que també s'especula que tal nom és un homenatge al primer president de la República Francesa, Adolph Thiers. Per la seua banda, el primer nom masculí, el va rebre el número 433, Eros. Avui en dia, les denominacions són molt menys restringides i van des de noms de ciutats i països com (945) Barcelona, (2247) Hiroshima, (136) Austria, (1215) Xina i (1279) Uganda fins a noms de persones famoses: (2399) Terradas batejat en memòria d'Esteve Terradas i Illa, (1005) Aragó per Francesc Joan Domènec Aragó, (1462) Zamenhof per Ludwik Lejzer Zamenhof o (1000) Piazzia en honor de Giuseppe Piazzi, personatges de ficció: (2309) Mr. Spock (no pel personatge Mr. Spock de Star Trek, sinó pel gat del descobridor), i altres conceptes com raça, gènere, d'animal i planta, etc. Hi ha una llista
considerable de noms d'asteroides relacionats amb l'àmbit de la cultura catalana.
Les efemèrides dels mateixos estan arreplegades anualment en un volum titulat Ephemerides of Minor Planets, que publica l'Institut d'Astronomia Teòrica de l'Acadèmia Russa de Ciències de Sant Petersburg.

## Classificació per grup espectral

L'asteroide 2004 FH durant el seu pas a prop de la Terra el 18 de març del 2004. L'objecte que centelleja és un satèl·lit artificial.

Els asteroides poden ser classificats segons el seu espectre òptic, que correspon a la composició de la seva superfície, i tenint en compte també la seva albedo. Amb aquest mètode s'obtenen els tipus següents:
- Tipus C: el 75% dels asteroides coneguts. Tenen albedos menors de 0,04, són extremadament foscos, semblants a meteorits. Sembla que continguen un elevat percentatge de carboni.
- Tipus D: Aquest tipus d'asteroides tenen una albedo molt baix (0,02-0,05). Són molt rojos en longituds d'ona llargues, potser a causa de la presència de materials amb gran quantitat de carboni. Són molt rars de trobar al cinturó principal i se'n troben amb major freqüència a distàncies superiors a 3,3 unitats astronòmiques del Sol. El seu període orbital és la meitat del de Júpiter, és a dir estan en ressonància 2:1 amb aquest planeta.
- Tipus S: Aquest tipus representa al voltant del 17% dels asteroides coneguts. Tenen una albedo de 0,14 de mitjana. La seua composició metàl·lica està formada fonamentalment per silici.
- Tipus M: Inclou la majoria de la resta d'asteroides. Són asteroides brillants (albedo 0,10-0,18), quasi exclusivament formats per níquel i ferro.

Hi ha altres grups d'asteroides rars. El nombre de tipus continua creixent i estan sent estudiats:
- Tipus T: Es caracteritzen per una baixa albedo (0,04-0,11).
- Tipus E
- Tipus G
- Tipus R
- Tipus V: Per Vesta.

## Satèl·lits asteroidals

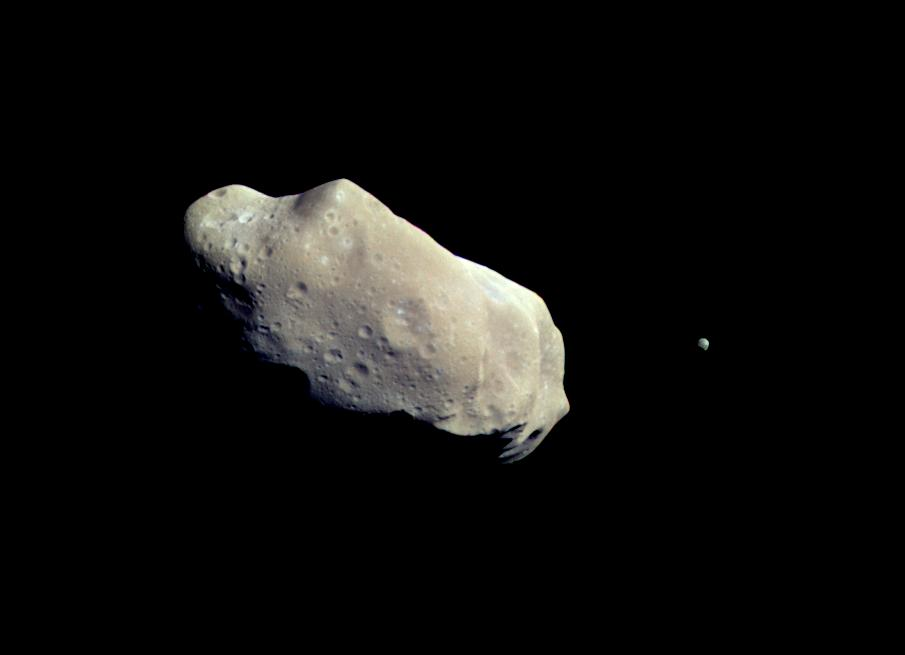
(243) Ida i el seu satèl·lit Dàctil

Alguns asteroides tenen satèl·lits, com per exemple l'asteroide (243) Ida i el seu satèl·lit asteroidal, Dàctil.
El 10 d'agost de 2005 es va anunciar el descobriment del primer asteroide amb més d'un satèl·lit. Es tracta de l'asteroide (87) Sílvia i els seus dos satèl·lits Ròmul i Rem. Ròmul es va descobrir el 18 de febrer de 2001 amb el Telescopi Keck II de 10 metres de Mauna Kea (Hawaii). Té 18 km de diàmetre i orbita a una distància de 1.370 km de Sílvia en un temps de 87,6 hores. Rem té 7 km de diàmetre i gira a una distància de 710 km, tardant 33 hores a completar una òrbita al voltant de Sílvia.

## Asteroides destacats
- (1) Ceres, ara és el planeta nan Ceres.
- (2) Pal·les
- (3) Juno
- (4) Vesta
- (5) Astrea
- (6) Hebe
- (7) Iris
- (8) Flora
- (9) Metis
- (10) Higiea
- (11) Partènope
- (12) Victòria
- (13) Egèria
- (14) Irene
- (15) Eunòmia
- (16) Psique
- (17) Tetis
- (18) Melpòmene
- (19) Fortuna
- (20) Massàlia
- (21) Lutècia
- (22) Cal·líope
- (23) Talia
- (24) Temis
- (25) Focea
- (26) Proserpina
- (27) Euterpe
- (28) Bel·lona
- (29) Amphitrite
- (30) Urània
- (31) Eufròsine
- (32) Pomona
- (33) Polímnia
- (34) Circe
- (35) Leucotea
- (36) Atalante
- (37) Fides
- (38) Leda
- (39) Letícia
- (40) Harmonia
- (41) Dafne
- (42) Isis
- (43) Ariadna
- (44) Nisa
- (45) Eugènia
- (46) Hèstia
- (47) Aglaja
- (48) Doris
- (49) Pales
- (50) Virginia
- (51) Nemausa
- (52) Europa
- (53) Kalypso
- (54) Alexandra
- (55) Pandora
- (56) Meletea
- (57) Mnemosyne
- (58) Concordia
- (59) Elpis
- (60) Echo
- (61) Danaë
- (62) Erato
- (63) Ausonia
- (64) Angelina
- (65) Cybele
- (66) Maja
- (67) Asia
- (68) Leto
- (69) Hesperia
- (70) Panopaea
- (71) Niobe
- (72) Feronia
- (73) Klytia
- (74) Galatea
- (75) Eurydike
- (76) Freia
- (77) Frigga
- (78) Diana
- (79) Eurinoma
- (80) Safo
- (81) Terpsícore
- (82) Alemena
- (83) Beatriz
- (84) Clío
- (85) Io
- (86) Semele
- (87) Sylvia
- (88) Thisbe
- (89) Julia
- (90) Antiope
- (91) Aegina
- (92) Undina
- (93) Minerva
- (94) Aurora
- (95) Arethusa
- (96) Aegle
- (97) Klotho
- (98) Ianthe
- (99) Dike
- (100) Hekate
- (110) Lydia
- (126) Velleda
- (127) Johanna
- (136) Austria
- (140) Siwa
- (142) Polana
- (143) Adria
- (146) Lucina
- (147) Protogeneia
- (151) Abundantia
- (152) Atala
- (153) Hilda
- (154) Berta
- (155) Scylla
- (156) Xanthippe
- (157) Dejanira
- (158) Coronis
- (159) Aemilia
- (162) Laurentia
- (163) Erigone
- (164) Eva
- (168) Sibylla
- (169) Zelia
- (170) Maria
- (171) Ophelia
- (173) Ino
- (174) Phaedra
- (175) Andromache
- (177) Irma
- (178) Belisana
- (179) Klytaemnestra
- (180) Garumna
- (181) Eucharis
- (182) Elsa
- (183) Istria
- (184) Dejopeja
- (186) Celuta
- (187) Lamberta
- (195) Euriclea
- (197) Arete
- (198) Àmpela
- (201) Penelope
- (216) Kleopatra
- (224) Oceana
- (225) Henrietta
- (226) Weringia
- (227) Filosofía
- (230) Athamantis
- (243) Ida
- (253) Mathilde
- (433) Eros
- (464) Megaira
- (467) Laura
- (563) Suleika
- (588) Aquiles
- (653) Berenice
- (662) Newtonia
- (719) Alberto
- (951) Gaspra
- (944) Hidalgo
- (998) Bodea
- (999) Zachia
- (1000) Piazzia
- (1001) Gaussia
- (1002) Olbersia
- (1010) Marlene
- (1149) Volga
- (1154) Astronomía
- (1155) Aënna
- (1159) Granada
- (1372) Haremari
- (1395) Aribeda
- (1566) Ícar
- (1638) Ruanda
- (1640) Nemo
- (1641) Tana
- (1644) Rafita
- (1652) Hergé
- (1658) Innes
- (1677) Tycho Brahe
- (1725) CrAO
- (1735) ITA
- (1790) Volkov
- (1791) Patsayev
- (1827) Atkinson
- (1836) Komarov
- (1862) Apol·lo
- (1877) Marsden
- (1959) Punkaharju
- (1965) van de Kamp
- (1981) Midas
- (1997) Leverrier
- (1998) Titius
- (1999) Hirayama
- (2000) Herschell
- (2001) Einstein
- (2002) Euler
- (2047) Smetana
- (2055) Dvorák
- (2062) Aton
- (2106) Hugo
- (2161) Grissom
- (2187) La Silla
- (2246) Bowell
- (2278) Götz
- (2325) Chernykh
- (2340) Hathor
- (2391) Tomita
- (2393) Susuki
- (2399) Terradas
- (2653) Principia
- (2675) Tolkien
- (2685) Masursky
- (2709) Sagan]
- (2712) Keaton

- (2769) Mendeléiev
- (2805) Crosby
- (2867) Šteins
- (2971) Morh
- (3350) Scobee
- (3351) Smith
- (3352) McAuliffe
- (3353) Jarvis
- (3354) McNair
- (3355) Onizuka
- (3356) Resnik
- (3562) Ignacio
- (3589) Loyola
- (3654) AAS
- (3822) Segovia
- (3910) Liszt
- (4015) Wilson-Harrington
- (4037) Ikeya
- (4079) Britten
- (4132) Bartók
- (4144) Vladvasil'ev
- (4152) Weber
- (4179) Tutatis
- (4238) Audrey
- (4330) Vivaldi
- (4349) Tiburcio
- (4457) van Gogh
- (4496) Kamimachi
- (4579) Puccini
- (4643) Cisneros
- (4661) Yebes
- (4865) Sor
- (4999) MPC
- (5000) IAU
- (5020) Asimov
- (5261) Eureka
- (5411) Liia
- (5757) Tichá
- (5941) Valencia
- (5953) Shelton
- (6000) Naciones Unidas
- (6032) Nobel
- (6354) Vangelis
- (6433) Enya
- (6471) Collins
- (6489) Golevka
- (6780) Borodin
- (7000) Curie
- (7014) Nietzsche
- (7032) Hitchcock
- (7437) Torricelli
- (7742) Altamira
- (8080) Intel
- (8181) Rossini
- (8308) Julie-Mélissa
- (8744) Cilla
- (8749) Beatles
- (8816) Gamow
- (8990) Compasión
- (8991) Solidaridad
- (8992) Magnanimidad
- (9000) Hal
- (9766) Bradbury
- (10012) Tmutarakania
- (10186) Albéniz
- (10302) 1989 ML
- (10427) Klinkenberg
- (11061) Lagërlof
- (11335) Santiago
- (13260) Sabadell
- (13531) Weizsäcker
- (14967) Madrid
- (15120) Mariafelix
- (17744) Jodiefoster
- (34854) Paquifrutos
- (35396) 1997 XF11
- (44216) OliverCabasa
- (50000) Quaoar
- (51823) Rickhusband
- (51824) Mikeanderson
- (51825) Davidbrown
- (51826) Kalpanachawla
- (51827) Laurelclark
- (51828) Ilanramon
- (51829) Williemccool
- (58534) Logos
- (64553) Segorbe
- (69230) Hermes
- (98722) Elenaumberto
- (99942) Apophis
- (10067) Bertuch
- (10068) Dodoens
- (10069) Fontenelle
- (10079) Meunier
- (10091) Bandaisan
- (10095) Johannlowe
- (10100) Burgel
- (10106) Lergrav
- (10108) Tomlinson
- (10997) Gahm
- (13868) Catalonia
- 2003 YN107
- 2004 FH
- 2004 GU9
- 2004 OD4
- 2006 HZ51
- (128036) Rafaelnadal
- 132524 APL